# Comedy Central Extra
Comedy Central Extra je název placeného zábavního televizního kanálu provozovaného společnostmi Paramount UK Partnership ve Spojeném království a Irsku, Viacom International Media Networks v Nizozemsku a MTV Networks s.r.o. ve zbývajících částech Evropy a na Středním Východě. Hlavním jazykem vysílání je angličtina. Lokalizace do místních jazyků, kde kanál vysílá, probíhá formou DVB titulků. Provozovatel nevylučuje na některých trzích lokalizaci formou dabingu či voice-overu. Programová náplň je tvořena komediálními seriály a pořady typu stand-up americké a britské vlastní tvorby.

## Historie
Kanál se poprvé objevil ve Velké Británii v nabídce satelitního operátora Sky, později i dalších, 1. září 2003, tehdy ještě pod názvem Paramount Comedy 2. K rebrandingu stanice na nový název Comedy Central Extra došlo 6. dubna 2009.
Poté, co bylo rozhodnuto o expanzi na další trhy, bylo 1. listopadu 2011 v nizozemské kabelové síti Ziggo spuštěno vysílání v nizozemštině. Na místním trhu se jednalo již o třetí kanál pod značkou Comedy Central, kde již dříve byly spuštěny sesterské stanice Comedy Central a Comedy Central Family.
V červenci 2012 byly zahájeno neveřejné zkušební vysílání české, srbské, slovinské a chorvatské lokalizace formou DVB titulků. K distribuci signálu byl zvolen satelit Thor 6 na orbitální pozici 0.8°W, kde se nachází multiplex provozovatele s názvem MTV Networks. Stanice Comedy Central Extra pro větší část Evropy a Středního Východu vysílá s licencí vydanou českou Radou pro rozhlasové a televizní vysílání. Pravidelné vysílání bylo spuštěno 1. srpna 2012. Stanice byla od počátku dostupná také v základní nabídce satelitní platformy Total TV a kabelových sítích SBB, D3 GO a B.net v zemích bývalé Jugoslávie.
V březnu 2013 vstoupil kanál prostřednictvím operátora Romtelecom na rumunský trh v plné lokalizaci formou titulků .
Dne 3. října 2014 byl Comedy Central Extra zařazen do nabídky PLUS slovenského kabelového operátora UPC Broadband Slovakia . O tři dny později byl zařazen také do nabídek satelitních platforem Freesat by UPC Direct v Česku a na Slovensku do balíčku Freesat PLUS, a do maďarského UPC Direct. V české kabelové síti UPC ČR se kanál objevil až 4. listopadu 2014.
V pondělí 8. července 2015 zařadila chorvatská kabelová televize VIP TV kanál do základní nabídky..
Provozovatel MTV Netwoks s.r.o. ve spolupráci s televizí Primou spustil v pondělí 14. prosince 2015 vysílání českého kanálu Prima Comedy Central. Ve stejný den došlo k vyřazení stanice Comedy Central Extra z nabídek kabelového operátora UPC Česká republika.
Od 1. dubna 2016 je kanál dostupný v maďarském balíčku Extra slovenského operátora Magio Sat. Od stejného dne došlo v nabídce operátora Nová Digi TV SK k přesunutí stanice Comedy Central Extra do základního balíčku Štandard.
Provozovatel Comedy Central Extra se rozhodl k 1. červnu 2017 ukončit distribuci kanálu na českém a slovenském trhu .

## TV pořady

### Animované seriály
- Bobovy burgery
- Drawn Together
- Městečko South Park
- Oškliví Američané
- Triptank

### Hrané seriály a filmy
- 8 Simple Rules
- Amyino plodné luno
- Another Period
- Broad City
- Dva a půl chlapa
- Dva z Queensu
- Falešný Hollywood
- Frasier
- Fresh Prince
- Idiotsitter
- Instant Mom
- Jackass
- Key & Peele
- Kravaťáci
- M*A*S*H
- Malcolm v nesnázích
- Mámou přes noc
- Married
- Mike a Molly
- Mulaney
- Muž hledá ženu
- Pan kritik
- Pravidla zasnoubení
- Prci prci prcičky
- Průměrňákovi
- Přátelé
- Psychologie mezi řádky
- Raymonda má každý rád
- Rozvedený se závazky
- Scrubs: Doktůrci
- Slečno Farah
- Sex&Drugs&Rock&Roll
- Sex ve městě
- Sirens
- Studio 30 Rock
- Těžce zamilován
- iCarly
- Whitney
- Workaholics
- Zvrhlé panství

### Zábavní a soutěžní pořady
- Billy v ulicích
- Bitva playbacků
- Deal With It
- Epic Meal Empire
- Jon Richardson: Funny Magnet
- Kruťárny
- Live at the Apollo
- Natasha Leggero
- Napálené celebrity
- Now That's Funny!
- Real husbands of Hollywood
- Stand Up and More
- The Daily Show
- Tosn.0

## Dostupnost

### Satelitní vysílání
| Družice             | Frekvence (GHz), SR, FEC | Platforma  | Kódování                                                  | Vysílací čas (SEČ) | Poznámka                                                                                                 |
| ------------------- | ------------------------ | ---------- | --------------------------------------------------------- | ------------------ | --- |
| Eutelsat 16A (16°E) | 10.887/H, 30000, 3/5     | DigitAlb   | Conax                                                     | 24 hodin           | [ 17 ]                                                                                                   |
| Eutelsat 16A (16°E) | 11.678/H, 30000, 3/4     | Max TV     | Nagravision 3                                             | 24 hodin           | [ 17 ]                                                                                                   |
| Thor 6 (0.8°W)      | 11.747/H, 28000, 5/6     | Digi TV    | Conax, Nagravision 3, Viaccess 5.0                        | 24 hodin           | Dostupný v maďarštině                                                                                    |
| Thor 6 (0.8°W)      | 12.226/V, 27500, 5/6     | distribuce | Conax, Cryptoworks, Irdeto 2, Nagravision 3, Viaccess 5.0 | 24 hodin           | Dostupný v albánštině, bulharštině, češtině, chorvatštině, maďarštině, rumunštině, slovinštině, srbštině |
| Amos 3 (4°W)        | 10.926/V, 30000, 3/4     | T-Home     | Conax                                                     | 24 hodin           | Dostupný v maďarštině                                                                                    |
| Astra 2F (28.2°E)   | 12.148/H, 27500, 5/6     | Sky UK     | Videoguard                                                | 24 hodin           | Dostupný v angličtině                                                                                    |

### Kabelová televize
Níže je uveden seznam kabelových sítí, ve kterých je nabízen program Comedy Central Extra.

#### Albánie
- ABCom

#### Chorvatsko
- B.net

#### Nizozemsko
- Ziggo

#### Srbsko
- SBB

#### Velká Británie a Irsko
- Vigin Media
- WightFibre

### IPTV
Níže je uveden seznam IPTV operátorů, ve kterých je nabízen program Comedy Central Extra.

#### Velká Británie
- BT
- Plusnet
- TalkTalk TV

#### Nizozemsko
- KPN